# 注射

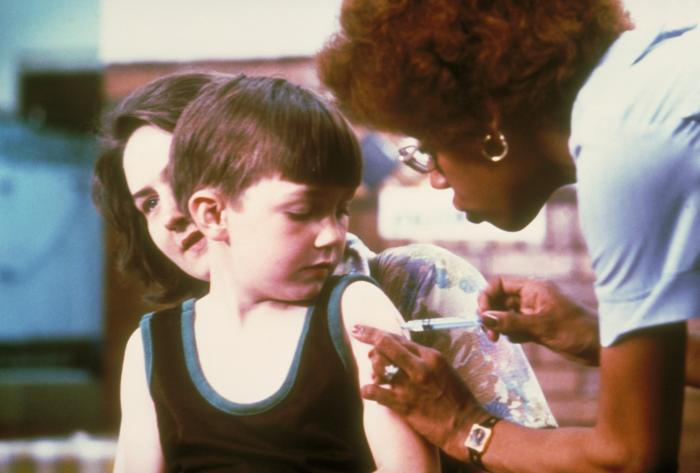
注射を受ける児童

注射（ちゅうしゃ）とは、注射針を用いて直接体内に薬剤を注入する投与法。注射に使う器具を注射器という。

## 概要
注射は、直接的に生物（その多くでは人間）の体に薬剤を投入する方法で、経口投与（口から薬剤を投入する）や皮膚・粘膜への塗布、ないし吸引などよりも直接的に必要な個所（患部）に薬剤を投入できるため、他の投与方法より効果が出始めるまでの時間が短く、また吸収経路で濾過されてしまったり、他の物質に変質してしまったり、または吸収の過程にて解毒作用で分解されてしまうような種類の薬剤でも投与できるため、より確実な方法である。
反面、生体の組織に中空の針を貫通させるため、この侵襲（人為的に傷付けること）に対する拒否感や実質的な被害もあり、そういった問題を解決するために、様々な技術改良や器具使用の技能的な向上も日夜進められている。

### アルコール消毒
厚生労働省の定める「予防接種実施要領」によれば、アルコールによる接種部位の消毒をすべきことが明記されている。
消毒に用いられるアルコール綿はかつては、医療機関でアルコールと乾綿から作られ、作り置きされていたが、乾燥によるアルコール濃度低下によって消毒効果が低下することや、作り置きされたアルコール綿そのものが汚染される可能性もあった。近年は個別包装のアルコール綿が用いられるようになってきており、こちらの方がコスト削減効果があるという報告がある。

### 注射と苦痛
注射は、針を皮膚に突き刺す行為なので痛みがある。実際の痛み以上に、針が刺さるのが視覚的に痛いと感じてしまう。特に子供はこれを大いに嫌い、医者にかかるときに注射するかどうかは最大級の懸案である。ただ子の健康を案じている親の側にしてみれば、注射は経験上で劇的な効果が出易いとみなされ、注射してくれることを希望する場合もある。また飲み薬を出されるなどの投薬よりも、より直接的に医師が治療に参加している行為とも受け止められ、注射による治療を期待する場合も見られる。これは刺される側にとっては苦痛でありストレスを与えうるため、血液検査の後に血圧を測ると、心理的影響から普段より高い値が出てしまう場合もある。
注射の種類（使用する薬剤や様式・後述）によってもまちまちであるが、技能や患者の扱いがうまいなどの腕のよい者が注射すると、注射の際にそれほどの痛みは生じない。反面、注射する側が技能的に未熟であったり、注射される側が身構えたり暴れたりすると、余計に痛い場合も珍しくはない。こと技能的に未熟で、何度も針を刺し直しされたりすると、痛いどころの騒ぎではない。したがって患者が医者や看護師への評価する場合の基準に、注射の上手下手が大きな地位を占めることもある。また歯茎への注射のように、針を刺す部位にあらかじめ麻酔する場合もある。
なお穿刺の痛みは、注射に用いられる針の大きさや形状によっても大きく異なり、予防接種のような集団への注射では、圧力注射とも呼ばれる皮膚に高い圧力で薬剤を浸透させる針を使わない注射器が利用される場合もある。ほかにも、用途は限られるが極めて微細なため刺しても痛くない注射針「ナノパス33」というものも登場し、糖尿病患者がインスリン投与時に使用するインジェクター等に使用されている。

## 投与経路による分類
薬液を投与する部位によって効き方（薬物動態）が異なる。以下のように分類される。

### 皮内注射
表皮と真皮の間に薬液を投与する。ツベルクリン反応、プリックテストなど検査で用いられる。投与量は0.1 - 0.2 mLと少量。

### 皮下注射
皮下組織に薬液を投与する。針は皮膚に対して斜めに刺す。数 mLまで投与できる。有効成分は比較的緩徐に吸収される。吸収は毛細血管の血流に影響されるため、血管収縮薬と併用すると吸収が遅延する。

### 筋肉内注射
筋肉中に薬液を投与する。筋注（英: intramuscular: IM）と略される。針は皮膚に対し垂直に近い角度で刺す。数 mLまで投与できる。一般に皮下注射より有効成分の吸収は早い。筋肉が未発達な小児への筋肉注射は大腿四頭筋拘縮症の原因の一つといわれている。また、筋肉内には神経や動脈が走っているので投与の際は損傷を避ける必要がある。

### 静脈内注射
薬液を直接静脈内に投与する。静注（英: intravenous: IV）と略される。皮下注射や筋肉内注射のような容量の制限がなく、効果の発現も早い。100 mL 以上で水分、栄養素の投与などを目的とするものは一般に『輸液』と呼ばれている。少量を一度に投与する場合には注射器を用いるが、50 mLを超える場合には点滴で投与する。輸液ポンプを使って長時間一定速度で投与する方法もある。一般的には末梢の静脈に投与するが、高カロリー輸液は中心静脈に投与する。

### その他
抗癌剤などを直接病巣に到達させる動脈内注射や、脊椎麻酔の際に行われる脊髄腔内注射、若齢動物や小動物に対して行われる腹腔内注射などがある。

## 注射による健康被害
注射は注射剤そのものの副作用の他に、次のような健康被害を起こすことが知られている。
感染症
日本では予防接種の際に、注射器や注射針を交換しないで連続で用いたことにより、肝炎ウイルスによる集団感染を引き起こした。日本では1988年（昭和63年）以降、集団予防接種時に注射器を交換するようになったが、世界では21世紀になっても、安全な注射器が使用されないことで、注射を原因とする感染症の拡大が見られている。
また医療関係者が、使用後の注射針の扱いを誤り、自分に刺して肝炎ウイルスに感染する『針刺し事故』も報告されている。薬物乱用者が注射器を使い回しすることによる、ヒト免疫不全ウイルス(HIV)などの感染症拡大が危惧されている。
大腿四頭筋拘縮症
乳児に対し、大腿部への筋肉注射を頻回に行うことにより、細胞の壊死が起きる。

## 派生した俗語
- 大相撲における八百長を「注射」という隠語で表現する。打てば（頼めば）すぐ効く（勝てる）ということから。元来この隠語は確実に賭博に勝つように便宜を図る目的で賭けの対象となる競技等の結果を八百長で操作することを指していたが、いつしか相撲用語になった。
- パチスロ3号機時代には、内部基盤のうちの特定のRAM部品の上にさらに重ねる形でのアダプターを取り付け、本来なら保通協に認可されていないプログラムを無断で書き込む(上書きする)行為を、パチンコ業界・およびファンなどは注射と呼んでいた。注射を行なうと多くの場合、大連チャンや大ハマリといった荒っぽい内容のゲーム性になる。もちろん、違法行為である。